# Gaius Avianius Euandros
Euandros (altgriechisch Εὔανδρος Eúandros, deutsch ‚Gutmann‘, lateinisch Evander, auch Gaius Avianius Euander/Euandros) war ein antiker griechischer Bildhauer, Restaurator und möglicherweise auch Toreut (Metallarbeiter). Seine Schaffenszeit lag in der zweiten Hälfte des 1. Jahrhunderts v. Chr.
Euandros findet erstmals um das Jahr 50 v. Chr. in der antiken Literatur Erwähnung, als Cicero bei ihm in Athen mehrere Statuen – drei Bacchantinnen, eine Statue des Ares und eine von Trapezophor – für seine Villen erworben hatte, die Euandros wahrscheinlich selbst gefertigt hatte und von denen Cicero überaus begeistert war. Euandros wahr offenkundig ein sehr erfolgreicher und viel gefragter Künstler, der eine Werkstatt im Haus des Gaius Memmius hatte.
Im Jahr 36/35 v. Chr. begleitete Euandros Marcus Antonius nach Alexandria, wo er in die Wirren des Bürgerkriegs geriet und 30 v. Chr. als Kriegsgefangener nach Rom kam, wo er Sklave des Marcus Aemilianus Avianus wurde, von dem er später freigelassen wurde und die damit übliche Namensform Gaius Avianius Euander mit dem Namen seines Patrons und seinem Geburtsnamen als Cognomen annahm. Er wurde weiterhin als Künstler hoch geschätzt und hatte Kontakte in die höchsten Kreise, wie der Auftrag für den Kopf der Statue der Artemis des Timotheos durch Augustus selbst zeigt. Auch gehörte Cicero wieder zu seinen Förderern.
Eine Anspielung auf Euandros bei Horaz wurde immer wieder als Hinweis interpretiert, Euandros wäre auch als Toreut tätig gewesen. Wahrscheinlicher ist allerdings, dass es sich dabei um eine Anspielung auf den Heros Euandros handelt, der in Rom noch weitaus bekannter war. Somit bliebe er Marmorbildhauer und Restaurator. Die Ansicht, Euandros sei der letzte Vertreter einer neuattischen Schule gewesen, wird heute kaum noch vertreten. Werke, die ihm zuzuweisen wären, sind nicht überliefert oder zumindest nicht als ihm zugehörig erkannt worden. Künstlerisch ist er womöglich im Umkreis des Pasiteles anzusetzen. Er darf nicht mit dem wohl nur wenig älteren Bildhauer gleichen Namens verwechselt werden, von dem auch ein signiertes Werk erhalten ist.

## Einzelbelege
1. ↑  Cicero: An seine Freunde (Ad familiares) 7,23.
2. ↑  Cicero: An seine Freunde (Ad familiares) 13,2.
3. ↑  Plinius der Ältere, Naturgeschichte (Naturalis historia) 36,32.
4. ↑  Cicero: An seine Freunde (Ad familiares) 8,2,27.
5. ↑  Horaz: Satiren 1,3,90.

| Personendaten    | Personendaten |
| ---------------- | --- |
| NAME             | Euandros, Gaius Avianius |
| ALTERNATIVNAMEN  | Euandros; Εὔανδρος (altgriechisch); Euander, Gaius Avianius; Avianius Euander, Gaius; Avianius Euandros, Gaius; Euandros, Gaius Avianius; Avianius Euander, C. |
| KURZBESCHREIBUNG | antiker griechischer Bildhauer und Restaurator, vielleicht auch Toreut                                                                                         |
| GEBURTSDATUM     | 1. Jahrhundert v. Chr. |
| STERBEDATUM      | 1. Jahrhundert v. Chr. oder 1. Jahrhundert |